# محیط‌بان
محیط‌بان فردی است که به حفاظت و کنترلِ عرصه‌های طبیعی و حیات وحش کشور می‌پردازد. محیط بانانِ سازمان حفاظت محیط زیست از نظر قوانین استخدامی، کارمند دولتی به شمار می‌رود. اما با توجه به شرایط کاری خویش، وضعیتی شبیه به نیروهای انتظامی یا شبه‌نظامی دارند.
تا مهرماه ۱۳۹۶ خورشیدی ۱۱۹ نفر در حین انجام مسئولیت محیط‌بانی در ایران جان خود را از دست داده‌اند.

## تاریخچه محیط‌بانی
اولین قانون دربارهٔ شکار در تاریخ ۱۸ اردیبهشت ۱۳۰۷ تدوین و تصویب شده‌است و در ۱۴ اسفند ۱۳۳۵ مقررات مستقل و نسبتاً جامعی در زمینه حفاظت از حیات وحش به تصویب مجلس وقت رسید و «کانون شکار و صید» تشکیل گردید که اعضاء آن را تعدادی از افراد علاقه‌مند به شکار و صید تشکیل می‌دادند، و به منظور اجرای قوانین تدوین‌شده وزیر کشور و رئیس ستاد ارتش وقت نیز به عضویت کانون مذکور درآمدند. در ۱۶ خرداد ۱۳۴۶ سازمان شکاربانی و نظارت بر صید جایگزین کانون شکار گردید و این سازمان رسماً به عنوان یک دستگاه مستقل دولتی فعالیت خود را با آموزش شکاربانان در سطح کشور آغاز و مناطق را نیز به عنوان پارک وحش مورد حفاظت قرار داد. در سال ۱۳۵۰ با مطرح شدن مسائل زیست‌محیطی در سطح جهان، این سازمان با تغییر عنوان به نام سازمان حفاظت محیط زیست عهده‌دار مسایل محیط زیست کشور گردید و همکاری خود را با سازمان‌های بین‌المللی ادامه داد. سازمان حفاظت محیط زیست طبق استانداردهای بین‌المللی مناطقی را تحت عنوان مناطق چهارگانه مورد حفاظت قرار داده‌است، که هر یک از مناطق دارای شرایط و مقررات خاص بوده وهم‌اکنون تعداد مناطق چهارگانه محیط زیست در کل کشور به ۲۵۳ رسیده‌است.

## شهدا و جانبازان محیط‌بان
با توجه به شرایط این شغل سخت که با افراد مسلحی به نام شکارچی روبه‌رو هستند، گاهی شاهد درگیری بین محیط‌بانان و شکارچیان غیرمجاز هستیم که به دلایل مختلفی باعث کشته و زخمی شدن یکی از طرفین می‌شود.
تاکنون ۱۲۰ محیط‌بان در کل کشور در اثر عوامل مختلفی همچون شلیک مستقیم از سوی شکارچیان، سقوط از پرتگاه، سوانح رانندگی در حین خدمت کشته شده‌اند که سازمان حفاظت محیط زیست کشور همگی آنان را شهید می‌نامد ولی بنیاد شهید و امور ایثارگران تنها به چند مورد گواهی شهادت اعطا کرده‌است.
آخرین شهدای محیطبان کشور، به نام‌های مهدی مجلل و میکائیل هاشمی بودند که در بامداد ۱۷ فروردین ۱۴۰۰، در منطقه فیله خاصه استان زنجان هدف گلوله سلاح جنگی شکارچیان غیرمجاز قرار گرفته و جان خود را از دست دادند.
در مورد جانبازان عرصه محیط زیست نیز میتوان به تنها محیط بان قطع عضو سازمان حفاظت محیط زیست ایران ،  سید امین هادی پور محیط بانِ شوشتری اشاره کرد که در تاریخ ۲۶ فروردین ۱۳۹۹ در هجوم اشرار به پاسگاه محیط بانی در شهرستان گتوند از استان خوزستان به وسیله شلیک مستقیم ، از ناحیه بالای زانوی پای راست دچار قطع عضو گردید که هنوز پرونده جانبازی وی مفتوح می‌باشد و بعد از گذشت چندین سال نتیجه‌ای اعلام نگردیده است.

## روز ملی محیط‌بان
همه ساله هم‌زمان با ولادت علی بن موسی الرضا که بین شیعیان به ضامن آهو مشهور است به عنوان روز محیط‌بان از سوی سازمان حفاظت محیط زیست کشور نامگذاری شده و مراسمی با معرفی محیط بانان نمونه استان‌ها با حضور مسئولان و مقامات کشوری برگزار می‌شود. این روز در تقویم رسمی کشور ثبت نشده‌است.

## روز جهانی محیط‌بان
سی و یکم ژوئیه سال ۲۰۰۷ مصادف با نخستین روز تأسیس اتحادیه جهانی رنجرها (محیط‌بانان) به عنوان روز جهانی محیط‌بان نام‌گذاری شده‌است.

## تفاوتِ استانداردِ ایران با استانداردِ جهانی
بر اساس استاندارد جهانی هر یک ۱۰۰۰ هکتار باید توسط یک محیط‌بان حفاظت شود. در ایران هر محیط بان از ۶۰۰۰ هکتار حفاظت می‌کند.
هم‌اکنون تعداد محیط‌بانان کشته شده، سه رقمی شده‌است که این تعداد، به غیر از محیط‌بانانی است که در حین انجام مأموریت از صخره پرتاب شده‌اند یا در تعقیب و گریز با متخلفان تصادف کرده و جان باخته‌اند.

## تفاوت محیط‌بان و جنگل‌بان
محیط‌بان و جنگل‌بان هر دو حافظ عرصه‌های طبیعی هستند و در حوزهٔ جنگل شرح وظایف مشابهی دارند، ولی هرکدام مربوط به یگان حفاظت سازمان‌هایی جدا از هم هستند و محیط‌بانان گستردگی وظایف بیشتری نسبت به جنگل‌بانان دارند.